# Palazzo del Parlamento (Wellington)
Il Palazzo del Parlamento (in inglese:Parliament House; in māori: Te Whare Paremata) a Wellington è il principale degli edifici del Parlamento della Nuova Zelanda. Contiene la sala dei dibattiti, l'ufficio del relatore, il centro visitatori e le stanze delle commissioni. Fu costruito tra il 1914 e il 1922, in sostituzione di un precedente edificio bruciato nel 1907. Il Parlamento ha iniziato a utilizzare l'edificio nel 1918, ancora prima che venisse completato. Il palazzo è stato ampiamente rafforzato e ristrutturato dopo il terremoto tra il 1991 e il 1995. È aperto ai visitatori quasi tutti i giorni dell'anno ed è una delle principali attrazioni turistiche di Wellington. Il palazzo è un edificio storico di categoria I, registrato dal Heritage New Zealand.